# NGC 3894
NGC 3894 is een elliptisch sterrenstelsel in het sterrenbeeld Grote Beer. Het hemelobject werd op 18 maart 1790 ontdekt door de Duits-Britse astronoom William Herschel.

## Synoniemen
- UGC 6779
- MCG 10-17-78
- ZWG 292.33
- KCPG 303A
- PGC 36889